# Ronda Élite a la Eurocopa Sub-19 2005
La Ronda Élite al Campeonato Europeo de la UEFA Sub-19 2005 fue la fase final de la eliminatoria, la cual tuvo la participación de 28 selecciones juveniles de Europa, de las cuales 25 provienen de la primera fase.
Los equipos fueron divididos en 7 grupos de 4 equipos cada uno, en donde el vencedor de cada grupo avanzó a la fase final del torneo en Irlanda del Norte junto al país anfitrión.

## Grupo 1
Los partidos se jugaron en Inglaterra.
| País       | J | G | E | P | GF | GC | GD | Pts |
| ---------- | - | - | - | - | -- | -- | -- | --- |
| Inglaterra | 3 | 3 | 0 | 0 | 3  | 0  | +3 | 9   |
| Suecia     | 3 | 2 | 0 | 1 | 8  | 3  | +5 | 6   |
| Dinamarca  | 3 | 0 | 1 | 2 | 3  | 5  | –2 | 1   |
| Moldavia   | 3 | 0 | 1 | 2 | 1  | 7  | –6 | 1   |

|  | Inglaterra | 1–0 | Dinamarca  |
|  | Moldavia   | 0–5 | Suecia     |
|  | Inglaterra | 1–0 | Suecia     |
|  | Dinamarca  | 1–1 | Moldavia   |
|  | Moldavia   | 0–1 | Inglaterra |
|  | Suecia     | 3–2 | Dinamarca  |

## Grupo 2
Los partidos se jugaron en la República Checa.
| País            | J | G | E | P | GF | GC | GD | Pts |
| --------------- | - | - | - | - | -- | -- | -- | --- |
| Alemania        | 3 | 3 | 0 | 0 | 7  | 1  | +6 | 9   |
| República Checa | 3 | 1 | 0 | 2 | 3  | 4  | –1 | 3   |
| Países Bajos    | 3 | 1 | 0 | 2 | 2  | 4  | –2 | 3   |
| Croacia         | 3 | 1 | 0 | 2 | 2  | 5  | –3 | 3   |

|  | República Checa | 0–2 | Países Bajos    |
|  | Alemania        | 3–0 | Croacia         |
|  | República Checa | 2–0 | Croacia         |
|  | Países Bajos    | 0–2 | Alemania        |
|  | Croacia         | 2–0 | Países Bajos    |
|  | Alemania        | 2–1 | República Checa |

## Grupo 3
Los partidos se jugaron en España.
| País     | J | G | E | P | GF | GC | GD | Pts |
| -------- | - | - | - | - | -- | -- | -- | --- |
| Francia  | 3 | 3 | 0 | 0 | 5  | 2  | +3 | 9   |
| España   | 3 | 2 | 0 | 1 | 5  | 1  | +4 | 6   |
| Israel   | 3 | 1 | 0 | 2 | 2  | 4  | –2 | 3   |
| Portugal | 3 | 0 | 0 | 3 | 2  | 7  | –5 | 0   |

|  | España   | 3–0 | Israel   |
|  | Francia  | 3–2 | Portugal |
|  | España   | 2–0 | Portugal |
|  | Israel   | 0–1 | Francia  |
|  | Francia  | 1–0 | España   |
|  | Portugal | 0–2 | Israel   |

## Grupo 4
Los partidos se jugaron en Hungría.
| País    | J | G | E | P | GF | GC | GD  | Pts |
| ------- | - | - | - | - | -- | -- | --- | --- |
| Armenia | 3 | 2 | 1 | 0 | 6  | 1  | +5  | 7   |
| Bélgica | 3 | 2 | 0 | 1 | 6  | 2  | +4  | 6   |
| Italia  | 3 | 1 | 1 | 1 | 3  | 2  | +1  | 4   |
| Hungría | 3 | 0 | 0 | 3 | 2  | 12 | –10 | 0   |

|  | Hungría | 1–4 | Bélgica |
|  | Armenia | 0–0 | Italia  |
|  | Hungría | 0–3 | Italia  |
|  | Bélgica | 0–1 | Armenia |
|  | Italia  | 0–2 | Bélgica |
|  | Armenia | 5–1 | Hungría |

## Grupo 5
Los partidos se jugaron en Austria.
| País       | J | G | E | P | GF | GC | GD | Pts |
| ---------- | - | - | - | - | -- | -- | -- | --- |
| Grecia     | 3 | 3 | 0 | 0 | 5  | 1  | +4 | 9   |
| Escocia    | 3 | 2 | 0 | 1 | 5  | 3  | +2 | 6   |
| Eslovaquia | 3 | 1 | 0 | 2 | 2  | 4  | –2 | 3   |
| Austria    | 3 | 0 | 0 | 3 | 3  | 7  | –4 | 0   |

|  | Grecia     | 1–0 | Escocia    |
|  | Eslovaquia | 2–0 | Austria    |
|  | Grecia     | 2–1 | Austria    |
|  | Escocia    | 2–0 | Eslovaquia |
|  | Eslovaquia | 0–2 | Grecia     |
|  | Austria    | 2–3 | Escocia    |

## Grupo 6
Los partidos se jugaron en Rusia.
| País     | J | G | E | P | GF | GC | GD | Pts |
| -------- | - | - | - | - | -- | -- | -- | --- |
| Noruega  | 3 | 2 | 1 | 0 | 8  | 2  | +6 | 7   |
| Ucrania  | 3 | 2 | 0 | 1 | 5  | 5  | 0  | 6   |
| Rusia    | 3 | 1 | 1 | 1 | 4  | 2  | +2 | 4   |
| Lituania | 3 | 0 | 0 | 3 | 0  | 8  | –8 | 0   |

|  | Ucrania  | 1–0 | Rusia    |
|  | Lituania | 0–2 | Noruega  |
|  | Ucrania  | 1–5 | Noruega  |
|  | Rusia    | 3–0 | Lituania |
|  | Lituania | 0–3 | Ucrania  |
|  | Noruega  | 1–1 | Rusia    |

## Grupo 7
Los partidos se jugaron en Serbia y Montenegro.
| País                | J | G | E | P | GF | GC | GD | Pts |
| ------------------- | - | - | - | - | -- | -- | -- | --- |
| Serbia y Montenegro | 3 | 3 | 0 | 0 | 10 | 2  | +8 | 9   |
| Polonia             | 3 | 2 | 0 | 1 | 4  | 2  | +2 | 6   |
| Irlanda             | 3 | 0 | 1 | 2 | 1  | 3  | –2 | 1   |
| Albania             | 3 | 0 | 1 | 2 | 2  | 10 | –8 | 1   |

|  | Polonia             | 1–0 | Irlanda             |
|  | Albania             | 1–7 | Serbia y Montenegro |
|  | Polonia             | 1–2 | Serbia y Montenegro |
|  | Irlanda             | 1–1 | Albania             |
|  | Albania             | 0–2 | Polonia             |
|  | Serbia y Montenegro | 1–0 | Irlanda             |